# Avelino Pérez Fernández
Avelino Pérez Fernández (Boal, 29 de noviembre de 1932) es un minero, sindicalista y político español.

## Biografía
Minero picador en la Cuenca del Nalón y en Sama de Langreo, a mediados de la década de 1950 ingresó en el Partido Socialista Obrero Español (PSOE) y en el Sindicato de los Obreros Mineros de Asturias de la Unión General de Trabajadores (SOMA-UGT). Miembro de la dirección regional de UGT, fue detenido en 1960. Juzgado en consejo de guerra, fue condenado a prisión en la cárcel de Oviedo, de la que salió en libertad al año y medio. Fue uno de los dirigentes sindicales de la huelga minera de Asturias de 1962 que duró dos meses de la primavera de aquel año. La dura represión de la dictadura franquista se hizo sentir en las cuencas mineras, exiliándose Avelino Pérez en Francia. Allí participó en cuatro congresos del PSOE (del IX al XII) y, aunque ocasionalmente visitó Asturias en el marco de las acciones clandestinas contra la dictadura, permaneció en Francia hasta la muerte de Franco en 1975. Al regresar a España, fue elegido Secretario general de la UGT de Asturias en 1976, cargo que ocupó hasta 1979, cuando fue candidato del PSOE en las elecciones generales de ese año, obteniendo un escaño en el Congreso por la circunscripción de Oviedo. De su actividad parlamentaria destaca haber sido secretario segundo de la Comisión de Industria y miembro de la Comisión especial sobre los Problemas de la Emigración (1979-1980). Además, fue un activo diputado interesado en los problemas de la minería, más en concreto, de los problemas de seguridad que acarreaban accidentes mortales con cierta frecuencia entonces, así como también de la cobertura de la educación en las zonas rurales asturianas, la mejora de las comunicaciones —carretera y ferrocarril— del Principado con Castilla y la problemática minera, no solo de Asturias, sino también de la zona de la provincia de León. Tras su paso por el Congreso, en 1982 regresó a su trabajo como picador minero. Fue elegido diputado a la Junta General del Principado de Asturias en 1983 por la Federación Socialista Asturiana (FSA-PSOE), escaño que renovó en las dos convocatorias siguientes (1987 y 1991), compatibilizando su puesto en la Junta con su trabajo en las minas de Hunosa hasta su jubilación en 1986.